# 井上信也 (生物学者)
井上 信也（いのうえ しんや、ラテン文字: Shinya Inoué、1921年1月5日 - 2019年9月30日）は、日本出身の生物学者、顕微鏡学者。アメリカ合衆国国籍。駐ハンガリー公使井上庚二郎の長男としてイギリス・ロンドンで出生。末妹はピアニストの井上二葉。
細胞生物学における偏光顕微鏡、ビデオ顕微鏡の開祖とされ、著書「Video Microscopy」は、顕微鏡学者必携の名著である。井上以前には存在を疑問視すらされた紡錘体を直接観察することにより、その存在を最終的に証明し、長年にわたる論争に終止符を打った。また、レクチファイ偏光光学系など、偏光顕微鏡をはじめ各種の顕微鏡の革命的な技術を発明・開発してきた。井上が手がけた光学顕微鏡は敬意を込めて「シンヤスコープ」と呼ばれている。

## 略歴
- 1944年、東京大学理学部卒業（動物学理学士）[1]
- 1951年、プリンストン大学大学院修了（生物学博士）[1]
- 1951年-1953年、ワシントン大学解剖学助手[1]
- 1953年-1954年、東京都立大学理学部助教授[1]
- 1954年-1959年、ロチェスター大学生物学研究員・副教授[1]
- 1959年-1966年、ダートマス医科大学細胞学部教授・学科長[1]
- 1966年-1982年、ペンシルベニア大学生物学部教授、細胞生物物理学研究長[1]
- 1979年-2019年、ウッズホール海洋生物学研究所分析・定量顕微鏡技術 主任講師[1]
- 1986年-　ウッズホール海洋生物学研究所 勲功科学者、生細胞構造動力学研究長[1]

## 受賞・栄誉
- 1987年、ローゼンスティール賞
- 1988年、英国王立顕微鏡協会名誉会員[1]
- 1992年、米国細胞生物学会E・B・ウィルソン・メダル[1]
- 1993年、米国科学アカデミー会員[1]
- 2003年、国際生物学賞
- 2010年、瑞宝中綬章受勲[3]

## 紡錘体の研究
井上の研究以前は、紡錘体の存在は唱えられていたものの、標本固定によるアーチファクト（人工産物）ではないかという批判の声が大きかった。井上は、生物学では不可能と言われていた微弱複屈折(birefringence)の観察を実現する事により、紡錘体を直接に可視化することで、紡錘体の存在を証明し、紡錘体の形成・制御、細胞分裂時の染色体分離のメカニズムの解明に飛躍的な貢献をした。
また、定量的観察から、紡錘体の動的平衡という、今日の微小管形成に関する理解の重要な立脚点を提唱した。

## エピソード
- 生物学者・海洋生物研究者である團勝磨（だん かつま）に師事した。
- 息子のシオドア（テッド）・イノウエ（Theodore (Ted) Inoue）は、父の信也と共同で画像解析の伝説的ソフトである“Metamorph”を開発した（当時の名称は"Image-1"）。
- 戦後の物資欠乏の中、マシンガンや大砲の砲身や茶筒の空き缶を利用して顕微鏡を自作した。
- 井上の製作する偏光顕微鏡を、敬意を込めて「シンヤ・スコープ」と称することがある[1]。光学的超分解能までチューンアップされたシンヤ・スコープは、通常の光学的顕微鏡では観察できないものまで観察でき、ストラディバリのヴァイオリンにも喩えられることがある。ヴァイオリンの調律師同様、専門の技術者による高度な調整を要する。
- ウッズホール海洋生物学研究所の夏季顕微鏡講習会を創設した。